# Ролстон, Брайан
Брайан Ролстон (англ. Brian Rolston; 21 февраля 1973, Флинт, Мичиган, США) — американский хоккеист, левый нападающий. Выступал за клубы НХЛ с 1994 по 2012 годы.

## Биография

### Карьера в НХЛ
На драфте НХЛ 1991 года был выбран в первом раунде под общим 11-м номером командой «Нью-Джерси Девилз». В составе «дьяволов» дебютировал в укороченном (из-за первого в истории НХЛ локаута) сезоне 1994/95, когда командой руководил Жак Лэмэр. Ролстон не был на ведущих в ролях в команде, но несмотря на это, проведя за сезон 40 игр в регулярном чемпионате и 6 в плей-офф, именно тогда выиграл свой единственный Кубок Стэнли. Более того, Брайан принял участие в решающей игре финальной серии с «Детройтом», в котором он ассистировал Сергею Брылину в эпизоде в четвёртой шайбой в ворота «Детройта».
Ролстон продолжил выступление за «Нью-Джерси» вплоть до начала сезона 1999/00, по ходу которого его сначала обменяли в «Колорадо Эвеланш» на Клода Лемьё, а затем весной 2000 перебрался в «Бостон Брюинз»: как часть обмена по переходу Рэя Бурка в «Эвеланш». Таким образом игрок успел поиграть сразу за три клуба за один сезон. По иронии судьбы, по итогам того же сезона «Нью-Джерси» выиграл второй в своей истории «Кубок». Самым удачным в составе «медведей» для игрока стал сезон 2001/02, когда он набрал 62 очка, попутно установив клубный рекорд «Брюинс»: забросил сразу 9 шайб меньшинстве. Также Брайан вошёл в пятерку претендентов на «Фрэнк Дж. Селки Трофи». В «Бостоне» Ролстон играл до конца сезона 2003/04, после которого в лиге грянул очередной локаут.
В 2005 Ролстон стал игроком клуба «Миннесота Уайлд», которую тренировал хорошо знакомый ему по работе в «Нью-Джерси» Жак Лэмэр. За три сезона в составе «дикарей» игрок набрал 202 очка, включая рекордные для себя 79 очков в сезоне 2005/06, но успехи в кубковых матчах были гораздо скромнее, всего 2 попадания в плей-офф, закончившиеся поражениями в первом раунде.
Летом 2008 грянула сенсация: игрок возвращается в «Нью-Джерси», подписав четырёхлетний контракт на сумму $ 20 млн. Этот контракт стал последним для Ролстон в карьере. За первые три сезона по контракту из-за травм и общего спада в игроком плане Брайан ни разу не набрал и 40 очков. Наконец летом 2011 игрока обменяли в «Нью-Йорк Айлендерс», но там дела шли ещё хуже, и по весной 2012 Ролстон вернулся в «Бостон Брюинз». Доиграв там сезон, Ролстон больше не возобновлял карьеру игрока и по ходу следующего сезона объявил о решении завершить свои выступления после 17 лет в НХЛ.

### Карьера в сборной
В составе взрослой сборной США Брайан дебютировал на Олимпиаде 1994, на которой отметился 7 голами, но команда осталась без медалей. В дальнейшем игрок принял участие ещё на двух зимних Олимпиадах (2002, 2006). На 
играх 2002 он вместе с командой занял второе место. Причём на серебряной для него Олимпиаде он отвечал, прежде всего, за оборону и ограничился 3 результативными передачами. Всего на олимпийских турнирах Ролстон сыграл 20 матчей, в которых забросил 10 шайб и сделал 4 передачи.
Другими турнирами в составе сборной для него стали чемпионат мира 1996 года, где именно его шайба в овертайме матча за 3-е место против сборной России принесла его стране первый за 34 года медальный успех, и кубки мира 1996 и 2004 на которых он, впрочем, почти не играл, но тем не менее с розыгрыша 1996 года вернулся с победой.

### Достижения
- Обладатель Кубка Стэнли 1994/95 в составе «Нью-Джерси Девилз»
- Обладатель кубка мира 1996 года в составе сборной США (провёл 1 матч)
- Бронзовый призёр чемпионата мира 1996 года в составе сборной США (провёл 8 мачтей, забил 3 гола, сделал 4 передачи)
- вице-чемпион Олимпиады-2002 в составе сборной США (провёл 6 матчей, сделал 3 передачи)
- Участник матча всех звёзд НХЛ 2007 года (забросил 2 шайбы и сделал 2 передачи)

## Статистика
```
 
                                          --- Regular Season ---   ---- Playoffs ----
Season   Team                        Lge    GP    G    A  Pts  PIM  GP   G   A Pts PIM
--------------------------------------------------------------------------------------
1989-90  Compuware                   NAHL    0    0    0    0    0
1991-92  Lake Superior State Unive   CCHA   41   18   28   46   16
1992-93  Lake Superior State Unive   CCHA   39   33   31   64   20
1993-94  Albany River Rats           AHL    17    5    5   10    8   5   1   2   3   0
1994-95  New Jersey Devils           NHL    40    7   11   18   17   6   2   1   3   4
1994-95  Albany River Rats           AHL    18    9   11   20   10  --  --  --  --  --
1995-96  New Jersey Devils           NHL    58   13   11   24    8  --  --  --  --  --
1996-97  New Jersey Devils           NHL    81   18   27   45   20  10   4   1   5   6
1997-98  New Jersey Devils           NHL    76   16   14   30   16   6   1   0   1   2
1998-99  New Jersey Devils           NHL    82   24   33   57   14   7   1   0   1   2
1999-00  New Jersey Devils           NHL    11    3    1    4    0  --  --  --  --  --
1999-00  Colorado Avalanche          NHL    50    8   10   18   12  --  --  --  --  --
1999-00  Boston Bruins               NHL    16    5    4    9    6  --  --  --  --  --
2000-01  Boston Bruins               NHL    77   19   39   58   28  --  --  --  --  --
2001-02  Boston Bruins               NHL    82   31   31   62   30   6   4   1   5   0
2002-03  Boston Bruins               NHL    81   27   32   59   32   5   0   2   2   0
2003-04  Boston Bruins               NHL    82   19   29   48   40   7   1   0   1   8
2005-06  Minnesota Wild              NHL    82   34   45   79   50  --  --  --  --  --
2006-07  Minnesota Wild              NHL    78   31   33   64   46   5   1   1   2   4
2007-08  Minnesota Wild              NHL    81   31   28   59   53   6   2   4   6   8
2008-09  New Jersey Devils           NHL    64   15   17   32   30   7   1   1   2   4
2009-10  New Jersey Devils           NHL    80   20   17   37   22   5   2   1   3   0
2010-11  New Jersey Devils           NHL    65   14   20   34   34  --  --  --  --  --
2011-12  New York Islanders          NHL    49    4    5    9    6  --  --  --  --  --
2011-12  Boston Bruins               NHL    21    3   12   15    8   7   1   2   3   0
--------------------------------------------------------------------------------------
         NHL Totals                       1256  342  419  761  472  77  20  14  34  38

```